# Джерба
Джерба или Джарба (на арабски: جربة; на латински: Meninx) е остров на Тунис в област Меденин, разположен в югоизточната част на залива Габес на Средиземно море.

## География
Това е най-големият средиземноморски остров на Африка. Площта му е 514 км². Повърхността на острова е равнинна, с максимална височина 53 m (в южната му част). За източници на вода се използват артезиански кладенци.
Населението е 139 517 души. Има 3 града: Хумт Сук (с около 65 000 жители), Мидун (50 000) и Ажим (24 000). На острова днес живеят главно араби и бербери, а съществувалата много векове голяма еврейска общност практически напълно е преселена във Франция и Израел през втората половина на XX век.

## Икономика
Отглеждат се маслини, фурми и смокини. Освен със селско стопанство населението също се занимава с риболов и лов на водни гъби. Силно развит е туризмът – има много хотели, туристически маршрути, плажове.
Островът е свързан с континента от Ел-Кантара на юг-югоизток чрез път върху дига (дълъг 7,5 км, широк 10 м, изграден от римляните през 3 век пр.н.е.), както и на югозапад от Ажим чрез ферибот.

## Забележителности
В село Ер-Рияд се намира известната синагога „Ел-Гриба“, която е нареждана сред най-старите оцелели в света. Тя е обект на поклонение на евреи от целия свят, което е довело до развитие на туризма с посетители и от други развити страни.
Интересна е крепостта Гази Мустафа в гр. Хумт Сук. На острова има също полуразрушени и запазени древни и по-нови обекти на оригиналната местна архитектура от различни епохи – укрепления, сгради, джамии, мавзолеи, гробища и пр.